# William Greggan
William Greggan (ur. 5 grudnia 1882 w Kirkcudbright, zm. 7 lutego 1976 w Nowej Zelandii) – brytyjski przeciągacz liny, wicemistrz olimpijski.
Greggan startował na Letnich Igrzyskach Olimpijskich 1908 w Londynie. Podczas tych igrzysk sportowiec wraz z drużyną Liverpool Police Team zdobył srebro w przeciąganiu liny. Z kolegami wygrał spotkanie pierwszej rundy z drużyną amerykańską (1–0), a w półfinale zwyciężyli oni drużynę szwedzką 2–0. W finale przedstawiciele Liverpool Police Team przegrali z drużyną London Police Team 0–2.
Była to jedyna konkurencja olimpijska, w której startował Greggan.